# Lisboa protegendo os seus habitantes (Sequeira)
Lisboa protegendo os seus habitantes é uma pintura a óleo sobre tela do pintor português Domingos Sequeira datada de 1812.
Na pintura, uma jovem e bela mulher, simbolizando Lisboa, acolhe sob o seu manto uma mãe com seu filho de colo, representando os habitantes dos arredores que buscaram refúgio na capital durante os dramáticos combates travados entre defensores e tropas invasoras da Terceira invasão francesa de Portugal (1810-11).
São conhecidos diversos estudos da obra, encontrando-se o modelo final muito próximo desses estudos, embora o belíssimo rosto da figura só na pintura seria definido, e tendo dado grande destaque ao estudo das pregas do manto de cetim branco que fará deste um dos mais belos panejamentos de toda a pintura portuguesa.

## Descrição e História
Enquanto os franceses dominavam em Lisboa, Domingos Sequeira desenha um hino à glória de Napoleão e pinta uma obra de reverência ao comandante francês do exército invasor em Portugal, Junot protegendo a cidade de Lisboa, de 1808, onde Junot ampara generosamente a cidade de Lisboa. Mas com o afastamento das forças de ocupação, e após um período de aprisionamento na cadeia do Limoeiro (acusado de conluio com o inimigo), Domingos Sequeira retoma a sua produção pictórica e, sendo-lhe necessário limpar a imagem e recuperar o anterior prestígio, realiza um conjunto de obras alegóricas, algumas das quais serviram de base a gravuras.
E os mesmos símbolos alegóricos usadas na glorificação de Napoleão e dos seus agentes, servem depois para clamar o retorno da família real portuguesa, e enaltecer a glória dos heróis que resistiram e apoiaram a luta contra as forças napoleónicas. Domingos Sequeira inicia o seu ciclo de obras alegóricas,  a Alegoria à expulsão dos Franceses, ainda no ano de 1808, seguindo-se a Alegoria à nomeação da Junta da Regência e à derrota das tropas francesas. E a mesma Lisboa que antes se vira amparada por Junot, em 1812 surge a proteger os seus habitantes dos invasores franceses.
Assim, após o fim da primeira invasão napoleónica, Domingos Sequeira esforçou-se por exaltar Portugal e a sua coroa, tendo pintado telas como Alegoria às Virtudes do Príncipe Regente, uma obra neoclássica destinada ao regente e encomendada pelo Barão de Sobral, e Génio da Nação Portuguesa e Lisboa protegendo os seus habitantes, financiadas estas pelo Barão de Quintela.
Para Alexandra Markl, a matriz académica não se dissolve por completo, encontrando-se
presente nos múltiplos desenhos preparatórios que subsistiram para a grande Alegoria às virtudes do Príncipe Regente (1810, col. Palácio de Queluz), ou para as duas grandes alegorias Lisboa protegendo os seus habitantes e O Génio da Nação, ambas de 1812 (col. CM Lisboa/Museu da Cidade), para celebrar a resistência da cidade de Lisboa e a derrota dos franceses.
Os desenhos conhecidos revelam os esforços para produzir composições equilibradas, detendo-se no estudo individual de cada figura para melhor lhe encontrar a mímica e a expressão, num complexo trabalho de preparação. São conhecidos 3 desenhos para Lisboa protegendo os seus habitantes. Porém, o aparente classicismo da representação será contrariado, na versão pintada, pela escala, pela energia que emana do movimento da figura principal e pela forte luz contrastada, tudo valores que afastam o tema da calma serenidade clássica.

A Liberdade Guiando o Povo (1831), de Eugène Delacroix, no Louvre de Lens

## Influência
Em 1823, após a contra-revolução absolutista da Vila-Francada, Domingos Sequeira saiu do país tendo chegado a França, onde expôs, no Salão do Louvre de 1824, Fuga para o Egipto e A Morte de Camões quadros que estão presentemente desaparecidos.
Segundo Alexandra Markl, pela sua estranheza, A Morte de Camões, não terá
recebido grande atenção por parte do público como não a teve da crítica, num Salão em que participaram, entre outros, pintores da dimensão de Ingres, Géricault e Eugène Delacroix. :201:202
Apesar disto, é admissível que Delacroix tenha contactado, pelo menos através de desenhos, com as obras de Domingos Sequeira, e desse modo tenha Lisboa protegendo os seus habitantes servido de inspiração ao seu A Liberdade guiando o povo, atendendo às semelhanças evidentes da posição das personagens principais.

## Ligação externa
- Página Oficial do Museu da Cidade de Lisboa,